# Anthony Fuqua
Elbert Fuqua, detto Anthony (Largo, 16 febbraio 1983), è un ex cestista statunitense, professionista nella NBDL.